# John Cunningham
John Cunningham (ca. 1575-1651) var en skotsk adelsmand og kendt som øverstbefalende på den af den danske kong Christian 4. 1605 udsendte ekspedition for at genopdage Grønland. Ekspeditionen bestod af skibene "Trost", "Løven" og "Katten". Cunningham var om bord på "Trost", på hvilket skib også befandt sig lodsen James Hall, der var kendt i de grønlandske farvande og derfor til dels var den egentlige leder. "Trost" og "Katten" kom ind til Grønlands vestkyst på 66 1/2° n. br. i en fjord, som kaldtes "Kong Christian’s Fjord", af grønlænderne kaldet Itivdlek. Et højt kendeligt fjeld på nordsiden af denne fjord kaldtes "Mount Cunningham" (grønlandsk: Kakatsiak, 1020 m højt). Hall undersøgte og kortlagde kysten nord over til "Brade Ranson’s Fjord" (grønlandsk: Atanek) på 68° n. br. En fjord omtrent midt på denne Strækning kaldtes af Hall for "Cunningham Fjord". Cunningham tog landet i besiddelse i den danske konges navn. "Løven" kom til land længere mod syd. Alle skibe vendte tilbage samme efterår efter at have haft forbindelse med beboerne. Cunningham kaldtes sædvanligvis i Danmark og Norge "Hans König" og skrev sig "til Gjerdrup" (i det vestlige Sjælland). Efter at have tjent som kongelig skibshøvedsmand til 1619, blev han lensmand på Vardøhus i Norge til 1651, men døde kort efter i Danmark.